# Trevor Sargent
Trevor Sargent, né le 1er juillet 1960 à Ashbourne, est un homme politique et prêtre irlandais. Il est député de la circonscription du nord de Dublin de 1992 à 2011 et chef du Parti vert de 2001 à 2007.

## Biographie
Écologiste engagé depuis le début des années 1980, Trevor Sargent est entré en politique en rejoignant le Parti vert en 1982. Cependant, ce n'est pas avant 1989 que ce parti a un impact politique national, gagnant son premier siège au Dáil Éireann avec Roger Garland (en). La même année, Sargent se présente lors des élections au Parlement européen, mais il échoue. Deux ans après, en 1991, il est élu au conseil du comté de Dublin.
Il est bien connu pour avoir brandi à la chambre du conseil un chèque reçu par courrier d'un entrepreneur du bâtiment qui cherchait à obtenir un permis de construire pour un projet immobilier. Quand il demanda à ses collègues du conseil si l'un d'entre eux avait également reçu un tel chèque, plusieurs l'attaquèrent. Sargent a affirmé que le conseiller Don Lydon, de Fianna Fáil, l'avait pris à la gorge pour tenter de lui prendre le chèque. 
Élu au Dáil Éireann lors des élections générales de 1992, il démissionne immédiatement de son mandat au conseil du comté, en accord avec la politique du Parti Vert sur le mandat unique. Cette politique a, depuis, été adoptée par le gouvernement irlandais et est désormais obligatoire. Il conserve son siège aux élections de 1997, 2002 et 2007. Seul député du Parti vert au Dáil entre 1992 et 1997, Sargent est rejoint en 1997 par John Gormley et, en 2002, par quatre autres élus verts.
Lors d'une « convention de la direction » à Kilkenny, le 6 octobre 2001, Sargent est élu comme premier chef officiel du Parti vert. Il est réélu à ce poste en 2003 et 2005 et quitte cette fonction en 2007.
Le 20 juin 2007, il est nommé secrétaire d'État au ministère de l'Agriculture, de la Pêche et de l'Alimentation, chargé de l'alimentation et de l'horticulture, dans le gouvernement de Bertie Ahern. Il conserve cette responsabilité quand Brian Cowen succède à Ahern en mai 2008. Le 22 avril 2009, il est nommé parallèlement secrétaire d'État au ministère de la Santé et de l'Enfance, chargé de la sécurité alimentaire. Il démissionne de ses fonctions le 23 février 2010, après avoir admis avoir commis « une erreur de jugement » en contactant la police à la demande d'un électeur au sujet d'une affaire impliquant celui-ci.
Il perd son siège de député lors des élections de 2011, comme tous les autres élus verts.
Il fréquente l'Institut théologique de l'Église d'Irlande et obtient une maîtrise en théologie au Trinity College. En août 2017, il est ordonné diacre dans le diocèse de Cashel et Ossory puis il est ordonné prêtre dans la cathédrale Christ Church de Waterford, le 8 septembre 2018.

## Vie personnelle
Sargent, de même que le fondateur du Parti Vert irlandais, Christopher Fettes, est un espérantiste.